# FC Gorodeya
FC Gorodeya (tiếng Belarus: ФК Гарадзея, FK Garadzeya) là một câu lạc bộ bóng đá Belarus đến từ Haradzeya, Nesvizh Raion, Minsk Voblast.

## Lịch sử
Đội bóng được thành lập năm 2004 như một câu lạc bộ bóng đá trong nhà. Họ thi đấu ở giải vô địch Minsk Oblast và sau đó là Giải bóng đá trong nhà vô địch Belarus và giải cúp.
Năm 2007, đội bóng ra mắt ở giải bóng đá vô địch Minsk Oblast cũng như Cúp bóng đá Belarus. Năm 2008, họ gia nhập Giải bóng đá hạng nhì quốc gia Belarus, và sau khi vô địch ở mùa giải 2010, đội bóng ra mắt giải hạng nhất năm 2011.
Năm 2015, Gorodeya ra mắt ở Giải bóng đá ngoại hạng Belarus.

## Đội hình hiện tại
Tính đến tháng 2 năm 2018
Ghi chú: Quốc kỳ chỉ đội tuyển quốc gia được xác định rõ trong điều lệ tư cách FIFA. Các cầu thủ có thể giữ hơn một quốc tịch ngoài FIFA.
| Số | VT | Quốc gia | Cầu thủ            |
| -- | -- | -------- | ------------------ |
| 2  | TV | Belarus  | Dmitry Ignatenko   |
| 3  | HV | Belarus  | Pavel Plaskonny    |
| 4  | HV | Belarus  | Semen Shestilovsky |
| 5  | TV | Belarus  | Stepan Kuntsevich  |
| 8  | HV | Belarus  | Sergey Usenya      |
| 9  | TĐ | Serbia   | Bojan Dubajić      |
| 10 | TV | Belarus  | Dzmitry Lebedzew   |
| 13 | HV | Belarus  | Pavel Nazarenko    |
| 16 | HV | Belarus  | Kiril Pavlyuchek   |
| 20 | HV | Belarus  | Ilya Koval         |
| 21 | TV | Belarus  | Yury Valavik       |

| Số | VT | Quốc gia | Cầu thủ               |
| -- | -- | -------- | --------------------- |
| 23 | TĐ | Belarus  | Vladislav Zavadskiy   |
| 25 | HV | Nga      | Mikhail Bashilov      |
| 35 | TĐ | Belarus  | Yegor Alekseyenko     |
| 84 | TM | Belarus  | Mikalay Ramanyuk      |
| 85 | TV | Belarus  | Dmitri Parkhachev     |
| 88 | TĐ | Belarus  | Andrey Varankow       |
| 99 | TM | Belarus  | Vladislav Vasilyuchek |
| —  | TĐ | Belarus  | Artyom Kiyko          |
| —  | HV | Belarus  | Aleksandr Poznyak     |
| —  | HV | Belarus  | Sergey Pushnyakov     |
| —  | TV | Armenia  | Ghukas Poghosyan      |